# Pedro Pagés
Pedro José Pagés (Maracay, Venezuela, 17 de septiembre de 1998), más conocido como Pedro Pagés, es un jugador profesional venezolano de béisbol que se desempeña en la posición de cácher en St. Louis Cardinals, equipo de las Grandes Ligas de Béisbol (MLB).

## Carrera
En 2024, Pagés hizo su debut en la MLB con el equipo St. Louis Cardinals, donde lleva jugando una temporada.